# Харрис, Эмили
Эмили Камминг Харрис (англ. Emily Cumming Harris; 28 марта 1836, Плимут, Англия — 5 августа 1925, Нельсон, Новая Зеландия) — новозеландская художница английского происхождения, мастер ботанической иллюстрации.

## Биография и творчество
Эмили Харрис родилась 18 марта 1836 или 1837 года в Плимуте. Она была второй из пятерых детей Эдвина Харриса и Сары Хилл. Эдвин Харрис, по профессии инженер-строитель, был также художником-любителем.
Когда Эмили было четыре года, её семья переехала жить в Новую Зеландию. Они прибыли туда 31 марта 1841 года на первом иммигрантском корабле Плимутской компании (впоследствии слившейся с Новозеландской компанией. Каждому из переселенцев был обещан бесплатный участок земли в Нью-Плимуте. Сохранились зарисовки местных пейзажей, сделанные Эдвином Харрисом вскоре после прибытия.
Условия жизни поселенцев были непростыми, особенно в первое время. Им не хватало пищи, а их хижины, построенные из веток и листьев местных растений, сгорели через два месяца после прибытия, причём в огне погибла большая часть имущества Харрисов. Эдвин Харрис получил место в Плимутской компании, а его жена открыла начальную школу. О том, как проходило детство самой Эмили, известно немного, но, скорее всего, она вместе со своими братьями и сёстрами посещала школу, созданную её матерью. Отец обучил всех своих дочерей рисованию, и Эмили рано начала делать зарисовки местных растений, знакомясь с разнообразием новозеландской флоры.
В 1860 году обострился конфликт между поселенцами и маори; старший брат Эмили, Хью, был убит. Семья Харрисов покинула Плимут и переселилась в Нельсон, на северном побережье Южного острова, где Эдвин Харрис стал работать учителем рисования. Эмили же на несколько лет покинула семью, чтобы изучать искусство в Хобарте, а затем Мельбурне. Воссоединившись со своей семьёй, она открыла, вместе с младшими сёстрами Фрэнсис и Эллен, частную школу, где преподавались музыка, рисование и танцы. Однако денег не хватало даже на повседневные расходы; кроме того, у сестёр начались проблемы со здоровьем (Эмили, в частности, в своём дневнике неоднократно упоминала проблемы со зрением).
Из-за многочисленных забот Эмили было очень трудно находить время для рисования, но тем не менее она продолжала заниматься искусством, экспериментируя с различными техниками. Так, пейзажи, натюрморты и ботанические зарисовки она писала маслом либо рисовала акварелью, на бумаге или бристольском картоне. Кроме того, она сделала ряд росписей по ткани, которые затем помещались в деревянную раму и использовались как каминные ширмы. В Нельсоне на её работы не было спроса, поэтому Эмили стремилась принимать участие в выставках, как в Новой Зеландии, так и за её пределами. В частности, её работы демонстрировались на Мельбурнской выставке 1880 года, на выставках в Новозеландской академии искусств (основанной в 1882 году), на Оклендской выставке 1885 года и Новозеландской промышленной выставке 1885 года в Веллингтоне (где Эмили получила первую премию и серебряную медаль за чёрную сатиновую каминную ширму с рисунком из белых цветов). Работы Эмили Харрис получали благожелательные отзывы критиков, но продавались плохо и прибыли приносили немного. Нераспроданные предметы были отосланы на Колониальную выставку 1886 года в Лондоне, где также встретили благожелательный приём, но не более того. Чтобы покрыть накопившиеся долги, Эмили устроила выставку в Нельсоне, на которой демонстрировались произведения всех членов семьи: самой Эмили, её отца и сестёр, которые также занимались живописью. Выставка прошла с большим успехом, и впоследствии Эмили неоднократно устраивала подобные выставки, в том числе в Нью-Плимуте в 1890 году.
Поскольку семье по-прежнему не хватало денег, особенно после выхода Эдвина Харриса на пенсию в 1889 году, Эмили предприняла попытку издать свои ботанические рисунки в виде книги. В 1890 году вышли три небольших издания: «Цветы Новой Зеландии», «Папоротники Новой Зеландии» и «Ягоды Новой Зеландии». В каждой из книг было по двенадцать литографий, в том числе раскрашенных вручную; приводились латинские и местные названия растений, но текст сводился к одному-двум предложениям о растении и местах его произрастания. Позднее все три книги выходили также одним томом. Следующей работой Эмили стало собрание зарисовок новозеландской горной флоры, выполненных карандашом, тушью и акварелью. Они представляли собой ботанические иллюстрации исключительно высокого качества: растения тщательно прорисованы и показаны вместе с фрагментом их естественной среды; рисунки также отличались точностью цветопередачи. Каждый рисунок сопровождался небольшим текстом о растении и местах его распространения в природе. Сборник, однако, так и не был опубликован; в 1970 году оригинал приобрела Библиотека Александра Тернбелла (Alexander Turnbull Library) в Веллингтоне. В 1909 году Эмили выполнила иллюстрации к детской книге писательницы Амброуз Эйлс Мур (Ambrose Eyles Moore) «Fairyland in New Zealand: a Story of the Caves». Шесть полностраничных чёрно-белых иллюстраций и двенадцать небольших в начале каждой главы изображали сказочных персонажей, но Эмили включила в них и свой излюбленный мотив — новозеландскую флору.
Эмили никогда не была замужем; после ранней смерти младших сестёр она продолжала жить в семейном доме в Нельсоне. Она по-прежнему находилась в стеснённых финансовых обстоятельствах, что, возможно, помешало её таланту развиться в полной мере. Эмили Харрис умерла в Нельсоне 5 августа 1925 года; ей было около восьмидесяти восьми лет. 
- Celmisia vernicosa
- Dianella intermedia
- Ligusticum intermedium, Ligusticum aromaticum, Ligusticum piliferum
- Coprosma baueri
- Mysosotidium nobile